# Comuna Tinîste, Bahciîsarai
Tinîste (în ucraineană Тінисте) este o comună în raionul Bahciîsarai, Republica Autonomă Crimeea, Ucraina, formată din satele Aivove, Krasna Zorea, Nekrasivka, Suvorove și Tinîste (reședința).

## Demografie
Componența lingvistică a comunei Tinîste
     Rusă (71,24%)
     Tătară crimeeană (19,24%)
     Ucraineană (8,8%)
     Alte limbi (0,13%)
Conform recensământului din 2001, majoritatea populației comunei Tinîste era vorbitoare de rusă (71,24%), existând în minoritate și vorbitori de tătară crimeeană (19,24%) și ucraineană (8,8%).